# Oscar Eckenstein
Oscar Eckenstein (Islington, Londres, 9 de setembro de 1858 — Buckinghamshire, 1921) foi um alpinista e guia de alta montanha inglês.

## Biografia
Filho de um socialista alemão que deixou Bona em 1848 por razões políticas, Oscar Eckenstein começou a interessar-se pelo alpinismo e faz algumas ascensões no Lake District, acompanhando Geoffrey Winthrop Young e J. M. Archer Thomson no País de Gales, antes de se voltar para os Alpes.
Em 1892 participou na expedição com William Martin Conway no Karakoram com outro guia, Matthias Zurbriggen, expedição que descreveu em Karakorams and Kashmir: an account of a journey.

## Inventor
É-lhe dada a invenção dos crampons modernos com pontas; tanto por baixo para permitir uma boa progressão no gelo sem necessitar escavar degraus, como na frente para "picar" e fazer uma escalada no gelo. Também foi um grande promotor do piolet.

## Ascensões
- 1887 - Primeira ascensão do Stecknadelhorn com o guia Matthias Zurbriggen, 8 de agosto
- 1906 - Primeira do Monte Brouillard com  Karl Blodig e o guia Alexis Brocherel; 10 de julho